# Godalming

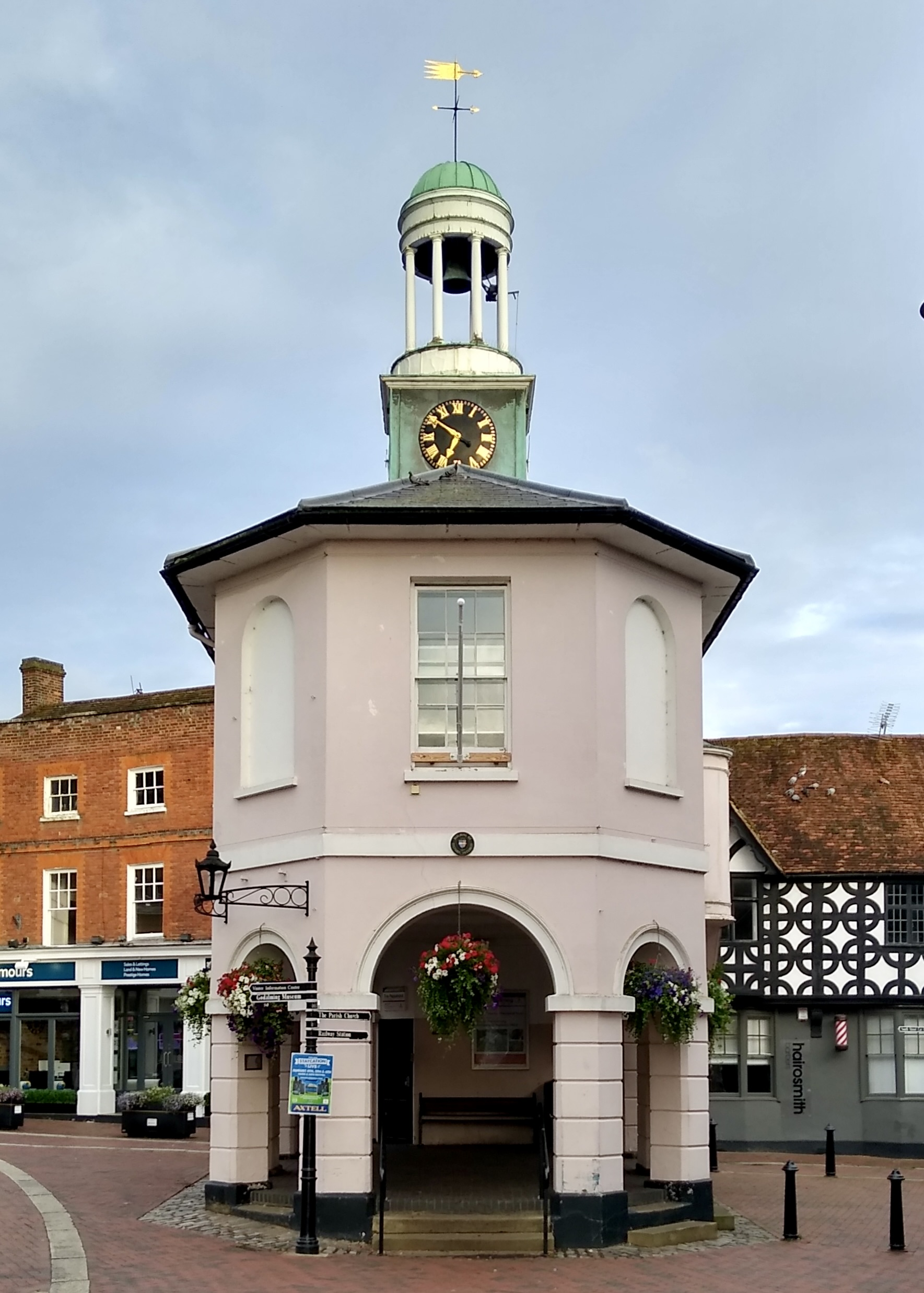
"The Pepperpot", Godalmings tidigare rådhus.

Godalming (engelskt uttal: [ˈɡɒdəlmɪŋ]) är en stad och civil parish i grevskapet Surrey i sydöstra England. Staden är huvudort i distriktet Waverley och ligger cirka 6 kilometer sydväst om Guildford samt cirka 49 kilometer sydväst om centrala London. Den är belägen vid floden Wey, inom pendlingsavstånd till London. Tätorten (built-up area) hade 10 453 invånare vid folkräkningen år 2021.
Strax sydost om Godalming bodde trädgårdsarkitekten Gertrude Jekyll. Filmen The Holiday spelades delvis in i staden.

## Historia
Staden har funnits sedan anglosaxisk tid. Godalming nämndes i Domedagsboken (Domesday Book) år 1086, och kallades då Godelminge. Dess namn kommer från saxiska "Godhelms Ingus", "Godhelms familj", och sannolikt avser en tidig ägare till en egendom på platsen.
År 1300 fick staden rätt att hålla en marknad per vecka och en större marknad en gång per år. Vid denna tid var stadens huvudnäring yllevävning, vilket senare bidrog till stadens ekonomi fram till 1600-talet. Då breddades näringarna till stickade strumpor, läderprodukter och papperstillverkning.
År 1764 byggdes en kanal till grannstaden Guildford, som i sin tur var förbunden till Themsen med en kanal. Vid mitten av 1800-talet hade staden en befolkning på 6 500 invånare, och började också bli lockande för järnvägspendlare till London sedan järnväg dit byggts 1849.

## Elektricitetsnät
Godalming blev berömt, när staden i september 1881 blev den första staden i världen med ett stadselnät. Detta försågs med elektricitet från en växelströmsgenerator från en turbin i floden Wey vid Westbrook Mill. Tre år senare återinfördes gasbelysning efter svårigheter för ägaren Siemens. År 1904 kom elnätet i staden igång igen.